# 三浦惺
三浦 惺（みうら さとし、1944年4月3日 - ）は、日本の実業家。第6代NTT (NTT) 代表取締役社長。前同社取締役会長。広島県尾道市出身。

## 経歴
修道高等学校卒業後、1967年に東京大学法学部を卒業。同年に日本電信電話公社（現：NTT）入社。
1994年理事人事部長、1996年6月取締役人事部長、7月取締役人事労働部長、1998年常務取締役人事労働部長などを経て、1999年東日本電信電話代表取締役副社長。NTT東西で約10万人が出向、転籍した大規模な合理化で労働組合との交渉の先頭に立ち説得にあたった。
2002年同社代表取締役社長。2005年持株会社NTT代表取締役副社長、中期経営戦略推進室長の後2007年6月、第6代日本電信電話株式会社社長に就任した。前任の和田紀夫に続いて事務系労務畑出身。
2010年（平成22年）2月10日現在、中央防災会議委員。2010年5月、日本経済団体連合会（経団連）副会長就任。2012年6月、NTT社長を退任し、取締役会長に就任。
2014年、21世紀政策研究所所長。
2022年11月3日、秋の叙勲にて旭日大綬章を受章した。